# Apátistvánfalva
Apátistvánfalva (hongrois : Apátistvánfalva [ˈboːj] ; slovène : Števanovci ; allemand : Stephansdorf) est une localité hongroise située dans le comitat de Vas. La localité dispose d'une autonomie administrative avec son propre conseil municipal. Elle partage son bureau administratif, ainsi que la gestion de ses services publics et institutions de base, avec ses localités associées, Kétvölgy et Orfalu.  

## Site et localisation

### Topographie et hydrographie
Située au sein du Parc national de l'Őrség, Apátistvánfalva se trouve à la frontière tripartite entre la Hongrie, l'Autriche et la Slovénie. Elle est distante de 10 km du poste-frontière autrichien et de seulement 3 km du poste-frontière slovène. La localité est traversée par les routes 7456, 7457 et 7458, tandis que la ville la plus proche, Szentgotthárd, se situe à 8 km au nord. Parmi les localités voisines, on trouve Kétvölgy au sud-ouest, Orfalu au sud-est et Szakonyfalu au nord-ouest.  
Le paysage d'Apátistvánfalva est caractérisé par une implantation dispersée, où chaque maison est construite sur une colline et entourée de champs cultivés et de pâturages.  
Son territoire, placé sous protection stricte depuis 1978, est intégré au Parc national de l'Őrség depuis 2002. Nichée dans les collines de l'Alpokalja, la région est dominée par des forêts et des reliefs vallonnés, offrant un cadre naturel exceptionnel. La biodiversité locale est remarquable à l'échelle européenne, notamment pour sa richesse en champignons et en espèces de papillons.

## Histoire
Apátistvánfalva est née à la fin du XIXe siècle de la fusion des villages Istvánfalu et Újbalázsfalva. Istvánfalu appartenait autrefois à l'abbaye cistercienne de Szentgotthárd et apparaît pour la première fois dans un document écrit en 1328. Son nom provient de saint Étienne Harding, un abbé dont le souvenir est honoré chaque été par un pèlerinage depuis 1683, et à qui l'église locale est dédiée.  
Le XVIIe siècle fut une période particulièrement troublée. En 1622, le village, alors mentionné sous le nom d'Istvánd, ainsi que la localité voisine de Börgölin (aujourd'hui Újbalázsfalva), durent se soumettre à la domination ottomane. Un an plus tôt, des cavaliers turcs venus de la forteresse de Nagykanizsa avaient pillé et incendié les villages, ne laissant que cinq maisons debout. Une quarantaine d'habitants furent capturés et retenus contre rançon. Peu après, des incursions de cavaliers serbes entraînèrent d'autres pillages, des exécutions et des enlèvements. En 1664, lors de la bataille de Saint-Gothard, le village fut de nouveau dévasté, mais ses habitants purent survivre et reconstruire leurs foyers après le conflit. À cette période, quelques familles allemandes furent installées dans la région ; elles se sont rapidement assimilées, et seuls certains noms de famille comme Gmeindl ou Grebenár témoignent encore de cette origine.  
Pendant la révolution hongroise de 1848-1849, plusieurs habitants slovènes du village s'engagèrent comme volontaires dans l'armée insurgée, notamment Mihály Hodács, András Holecz, János Domiter et Fülöp Sak. Certains, comme Mátyás Koszár, se distinguèrent par leur bravoure lors de la bataille de Csorna.  
Jusqu'à la fin de la Première Guerre mondiale, l'économie locale reposait principalement sur l'élevage de porcs et de veaux, dont la viande était exportée en Styrie. La région était également réputée pour sa céramique, en particulier la production de pots en terre cuite. Cependant, la redéfinition des frontières après 1918 entraîna une perte de ces débouchés économiques, et le village connut une hausse significative de la contrebande.  
En 1785, sous l'impulsion de János Szily, fut construite l'église catholique d'Apátistvánfalva, qui devint un important centre religieux. À certaines époques, la paroisse englobait plusieurs villages slovènes de Hongrie et de Slovénie actuelles, notamment Börgölin (Újbalázsfalva), Permise (Verica, Kétvölgy), Markócz (Markovci, Márokrét), Orfalu (Andovci), Szakonyfalu (Sakalovci) et Tótfalu (Slovenska ves, Rábatótfalu). Aujourd'hui, seuls Kétvölgy et Orfalu restent rattachés à la paroisse.  
Le saint patron du village, saint Étienne Harding, figure sur le blason de la localité, tenant dans sa main droite une représentation miniature de l'église d'Istvánfalva.  
En 2005, une plaque commémorative fut installée dans l'église, listant les noms des prêtres et chapelains ayant servi entre 1785 et 2001.  
Lors du recensement de 2011, 65 % des 364 habitants se déclaraient liés à l'identité slovène (wende), que ce soit par leur nationalité, leur langue maternelle ou leur attachement culturel. La majorité des habitants sont de confession catholique.

## Population

### Minorités culturelles et religieuses
Lors du recensement de 2011, la population se déclarait à 93,7 % hongroise, 4,7 % allemande, 64,8 % slovène, 0,3 % serbe (4,9 % n'ont pas répondu ; en raison des identités multiples, le total peut dépasser 100 %). La répartition religieuse était la suivante : 84,3 % catholiques romains, 0,3 % réformés, 0,3 % grecs-catholiques, 3 % sans appartenance religieuse (12,1 % n'ont pas répondu)[12].
En 2022, 88,5 % de la population s'est déclarée hongroise, 56,3 % slovène, 3 % allemande, 1,8 % ukrainienne, 0,8 % polonaise, 0,3 % arménienne et 2,5 % appartenant à une autre nationalité étrangère (5,5 % n'ont pas répondu ; en raison des identités multiples, le total peut dépasser 100 %). Concernant l'appartenance religieuse, 63,5 % étaient catholiques romains, 3 % réformés, 0,3 % évangéliques, 0,3 % grecs-catholiques, 0,3 % orthodoxes, 1 % autres chrétiens, 2,5 % autres catholiques, 6 % sans appartenance religieuse (23,3 % n'ont pas répondu).

## Équipements

### Éducation
Enfin, le village dispose de son propre établissement scolaire, jouant un rôle essentiel dans l'éducation des jeunes habitants et le maintien de la vie communautaire locale.

## Patrimoine local
Parmi les édifices notables du village figure l'église catholique Saint-Étienne de Harding, construite en 1785, accompagnée de son cimetière. Ce lieu de culte historique constitue un élément central du patrimoine local.
Le village est également traversé par le ruisseau Hársas, qui contribue au paysage naturel de la région. Pour les amateurs de randonnée et de découverte, le sentier éducatif « Rókagomba Tanösvény » permet d'explorer la faune et la flore locales tout en suivant un itinéraire balisé.
Un monument aux morts rend hommage aux soldats des villages d'Apátistvánfalva, Permise, Orfalu et Újbalázsfalva, tombés lors des deux guerres mondiales. Il porte leurs noms et est surmonté d'une statue du prince Árpád, une œuvre du sculpteur Kallós Ede. Ce mémorial rappelle l'importance de la mémoire collective dans la région.
Le musée des gardes-frontières constitue un autre point d'intérêt, mettant en lumière l'histoire et le rôle des gardes-frontières dans cette zone proche des frontières autrichienne et slovène. 
Inauguré en 2013, le Centre d'information écotouristique propose une exposition interactive sur les sites et activités touristiques de la région du Rába. Il met également en avant les attractions situées en Hongrie, en Autriche et en Slovénie, facilitant ainsi la découverte du patrimoine transfrontalier.

## La localité dans les représentations
L'écrivain Rudolf Szamos mentionne Apátistvánfalva, sous le nom d'Istvánfalva, dans son roman policier Kántor nyomoz. Ce livre, qui relate les enquêtes du légendaire chien policier Kántor, situe l'une des investigations décrites dans la région, aux côtés d'autres localités et sites environnants.

## Personnalités liées à la localité
Parmi les figures notables associées à la localité, on compte Ferenc Marics (1791-1844), chantre et instituteur, qui a contribué à l'éducation et à la vie religieuse de la région.
Un autre personnage marquant est Károly Krajczár (1936-2018), pédagogue slovène de Hongrie, collecteur de contes populaires et rédacteur de manuels scolaires, dont les travaux ont enrichi le patrimoine culturel et éducatif de la communauté slovène de Hongrie.